# Geert Van Cleemput
Geert Van Cleemput (1960) is een Belgisch politicus.

## Levensloop
Van Cleemput is doctor in de Griekse wijsbegeerte.
Hij werkte van 1999 tot 2003 voor de studiedienst van het toenmalige Vlaams Blok (het huidige Vlaams Belang) op vraag van Gerolf Annemans. Voorheen doceerde hij in de Verenigde Staten van Amerika. Volgens Van Cleemput wordt de kwaliteit van politiek en ander personeel bij het Vlaams Belang bewust zeer laag gehouden om het topkader een plaats onder de zon te garanderen. Hij schetst de partij als een krabbenmand die aan elkaar hangt met beloftes op lucratieve mandaten. De vier jaar durende samenwerking met de partij draaide, toen hij niet werd verkozen tot volksvertegenwoordiger, uit op een ontgoocheling. Na herhaaldelijk de partijtop openlijk te bekritiseren, volgde zijn ontslag eind 2003. Hij werd opgevolgd door Steven Utsi, van wie Van Cleemput in zijn boek stelt dat hij de partijtop meer toegewijd is.
Sinds 2006 is hij lid van N-VA.
In zijn boek Vlaams Geblokkeerd, 2006, schetst Geert van Cleemput een beeld van de partijtop en de heersende zeden van Vlaams Belang. Het boek bestaat uit 2 delen. In het eerste, biografische deel kijkt van Cleemput terug op zijn ervaringen met het politiek personeel van het Vlaams Blok, hierin rekent hij tevens af met zijn (politieke) "vijanden". In het eerste deel van het boek van Van Cleemput worden voornamelijk Filip Dewinter, Frank Vanhecke en Gerolf Annemans op de ontleedtafel gelegd en op hun -volgens hem- zwakke kanten afgerekend. Zo legt de auteur de verantwoordelijkheid voor het 70-puntenplan uit 1991, dat de partij een racistisch stempel opleverde, volledig bij Dewinter. Van Cleemput: "Dewinter schaadt het Vlaams-nationalisme. Maar een beschaafde Dewinter is ook het einde van de partij".